# 李文明 (弘治舉人)
李文明（15世紀—16世紀），字朝光，廣東廣州府新會縣鹿洞人，明朝政治人物。

## 生平
李文明是弘治十一年（1498年）戊午科廣東鄉試舉人，授衡州通判，運糧領兵、築城賑饑有功勞，又負責督運材木改建乾清宮，羨餘四百兩均上繳工部，因父母去世回鄉，服闋後起為松江通判，嘉靖六年（1527年）調湖州通判，處理徭賦以清廉聞名，九年（1530年）陞建寧同知，三年任內得上級敬重，引疾致仕，八十一歲去世。

## 引用
1. 1 2  道光《新會縣志·卷八·人物上》：李文明，字朝光，鹿洞人 今屬鶴山，宏治十一年舉人，初任湖廣衡州通判，有運糧領兵築城賑饑之功，時朝廷有事乾清宮，文明督運材木，有羨餘銀四百餘金悉歸之部，以憂去，補判松湖兩府，理徭賦以清介聞，遷福建建寧同知，居官三載臺院敬禮之，以疾致仕，卒年八十一。 王志
2. ↑  同治《湖州府志·卷五·職官表》：宋 通判，後同 ……明……李文明 嘉靖六年任